# Eliana Miglio
Eliana Miglio (parfois Eliana Hoppe) , née le 28 juillet 1965 à Milan, est une animatrice de télévision et actrice italienne.

## Biographie
Eliana Miglio est la fille d'un père milanais et d'une mère allemande. Pendant son jeune âge, elle vit à  Luino  sur les rives du Lac Majeur où elle fait sa première scolarité avant d'aller vivre en Allemagne puis à Cortina d'Ampezzo.
Finalement elle s'installe à Rome, débute dans le mannequinat à Milan. Elle fait la rencontre du réalisateur Marco Risi avec lequel elle a un fils, Andrea Miglio Risi, mais la relation prend fin. Au début de sa carrière elle utilise le nom artistique « Eliana Hoppe  ». 
À la télévision, elle débute en 1985, en collaboration avec Alessandra Canale (it), animant le quiz d'été « L'Aventura » sur  Rai 2.
En 1999, elle est co-présentatrice du talk-show quotidien « Tappeto Volante  », avec Luciano Rispoli (it), sur Telemontecarlo.
Elle a tourné au cinéma avec des réalisateurs comme Lamberto Bava, Ettore Scola et Pupi Avati,  ainsi que dans des séries télévisées comme  Le stagioni del cuore. 
En 2006, elle publie son premier roman La grande invasione delle rane (« La Grande Invasion des grenouilles  », écrit à Luino dans les années 1970.

## Filmographie partielle

### Cinéma
- 1985 : Démons (Demoni) de Lamberto Bava
- 1991 : Il muro di gomma de  Marco Risi
- 1996 : L'arcano incantatore de  Pupi Avati
- 1999 : La via degli angeli de Pupi Avati
- 1999 : Concurrence déloyale (Concorrenza sleale) d'Ettore Scola
- 2004 : 
  - La fuite des innocents (La fuga degli innocenti) de Leone Pompucci
  - La Rivincita di Natale  de Pupi Avati
- 2005 : Ma quando arrivano le ragazze? de Pupi Avati
- 2015 : 
  - Nessuno si salva da solo de Sergio Castellitto.
  - A Napoli non piove de Sergio Assisi.

### Télévision
- 1995 : Les Filles du Lido (mini-série, 2 épisodes)
- 2001 : L'Étrange Monsieur Joseph de Josée Dayan et Éric-Emmanuel Schmitt
- 2004 : Le stagioni del cuore (série)
- 2008 : Il commissario Rex (série)
- 2009 : Il colore del silenzio (série)
- 2012 : 6 passi nel giallo (mini-série)
- 2013 : Un matrimonio (mini-série)
- 2015 : Solo per amore (série)